# عباس صوفی
عباس صوفی مدیر عمرانی، مدیر اجرایی و نماینده دوره دوازدهم مجلس شورای اسلامی از حوزه انتخابیه همدان و فامنین است که با کسب ۴۷ هزار و ۹۳۴ رأیبه مجلس شورای اسلامی راه پیدا کرد.
مهندس عباس صوفی عضو کمیسیون عمران مجلس شورای اسلامی میباشد.
همچنین ریاست کمیته حمل ونقل هوایی این کمیسیون را نیز بر عهده دارد.
عباس صوفی با توجه به سابقه ی مدیریتی که در ورزش دارد امسال نیز به‌عنوان نایب رییس فراکسیون ورزش مجلس شورای اسلامی انتخاب گردید.
پس از شهرداری هم به ستاد اجرایی فرمان امام(ره) رفت.

## تحصیلات
- ‌ کارشناسی ارشد برنامه ریزی شهری

## سوابق

### عمرانی و مدیریت شهری
- شهردار همدان
- رئیس هیئت مدیره شرکت عمران و توسعه ستاد فرمان حضرت امام (ره)

### اجرایی
وی پیش از انتخاب به عنوان نماینده مردم همدان و فامنین، رئیس هیئت مدیره شرکت عمران و توسعه ستاد فرمان حضرت امام (ره) کشور بود.

## تالیفات
- ‌ مقاله:‌ گردشگری روستایی، راهبرد توسعه پایدار (با تاکید بر روستای سیمین ابرو همدان)[۵]
- ‌ مقاله:‌ نقش بازاریابی الکترونیک در توسعه گردشگری با تأکید بر دفاتر خدمات مسافرتی وگردشگری (محدوده مورد مطالعه :استان همدان)[۶]